# Warren Oates
Warren Mercer Oates (ur. 5 lipca 1928 w Depoy w stanie Kentucky, zm. 3 kwietnia 1982 w Los Angeles w stanie Kalifornia) – amerykański aktor filmowy i telewizyjny.

## Życiorys
Swoje najsłynniejsze kreacje stworzył w filmach Sama Peckinpaha; legendarnym westernie Dzika banda oraz dramacie sensacyjnym Dajcie mi głowę Alfredo Garcii. W sumie pojawił się w około 50 filmach, a także w kilkudziesięciu serialach telewizyjnych.
Zmarł nagle na zawał serca w wieku 54 lat. Zgon nastąpił w czasie realizacji filmu Błękitny grom, który zadedykowano później jego pamięci.

## Wybrana filmografia
- Strzały o zmierzchu (1962) jako Henry Hammond
- Szalony koń (1965) jako weterynarz
- Major Dundee (1965) jako O.W. Hadley
- Powrót siedmiu wspaniałych (1966) jako Colbee
- W poszukiwaniu zemsty (1967) jako Willett Gashade
- Witajcie w Ciężkich Czasach (1967) jako Leo Jenks
- W upalną noc (1967) jako oficer Sam Wood
- Dzika banda (1969) jako Lyle Gorch
- Był sobie łajdak (1970) jako Floyd Moon
- Wynajęty człowiek (1971) jako Arch Harris
- Dillinger (1973) jako John Dillinger
- Tom Sawyer (1973) jako Muff Potter
- Badlands (1973) jako ojciec Holly
- Dajcie mi głowę Alfredo Garcii (1974) jako Bennie
- Wyścig z diabłem (1975) jako Frank Stewart
- Śpiące psy (1977) jako porucznik Willoughby
- Skok na Brinka (1978) jako Specs O'Keefe
- 1941 (1979) jako płk. "Madman" Maddox
- Szarże (1981) jako sierżant Hulka
- Na granicy (1982) jako Red
- Błękitny grom (1983) jako kpt. Jack Braddock